# Tristán Narvaja
Tristán Narvaja (Córdoba, 17 de marzo de 1819 - Montevideo, 19 de febrero de 1877) fue un jurista, profesor, teólogo y político argentino.

## Biografía
Tristán Narvaja nació en la ciudad de Córdoba, Argentina, el 17 de marzo de 1819. Sus padres eran Pedro Narvaja Dávila y Mercedes Montelles. Cursó estudios en su villa natal en el Colegio de los Franciscanos y luego en Buenos Aires, donde se doctoró en Teología y Jurisprudencia.
Hacia fines de 1840 llegó a Montevideo, Uruguay y revalidó su título de Doctor en Jurisprudencia y se recibió de abogado. Poco antes del Sitio Grande regresó a Buenos Aires, y luego de recorrer Bolivia y las provincias andinas argentinas se radicó en Chile hasta fines de 1843.
Vuelto a Montevideo, Uruguay, ejerció la profesión de abogado, publicó obras jurídicas y en 1855 se incorporó a la Facultad de Jurisprudencia como profesor de Derecho Civil, cátedra que ejerció hasta 1872, año en que integró el Tribunal Superior de Justicia. En 1875 fue elegido diputado por Durazno. Ese mismo año fue designado Ministro de Gobierno, cargo que se mantuvo hasta febrero de 1876, al iniciarse la época del militarismo.
Redactó el Código Civil del Uruguay, promulgado en el año 1868, obra de extraordinario mérito; fue autor del Código de Minería que entró en vigencia el 17 de enero de 1876 y contribuyó de modo sustancial a la corrección del Código de Comercio que había sido preparado por el Dr. Eduardo Acevedo. Además, redactó numerosas obras y leyes y fue un impulsor decidido y eficacísimo de la legislación que se dio el Uruguay para consolidarse como Estado independiente.
En 1854 se casó con Joaquina Requena Sierra de la que tuvo una hija llamada Mercedes. Después de enviudado, contrajo nuevas nupcias en 1865 con Umbelina Tapia y Sierra y tuvo cinco hijos: Manuel Tomás, Tristán Hilario, Alfredo, Ricardo T. y Augusto.
Tristán Narvaja murió el 19 de febrero de 1877, luego de una breve enfermedad.
Publicó, entre otras, las siguientes obras de que fue autor: “De la Administración de Justicia en la República Oriental del Uruguay” (1841), “De la Sociedad Conyugal y las Dotes” (1875), “El Ejercicio de la Abogacía y la Defensa Libre” (1875), “Ley Hipotecaria y Graduación de Acreedores” (1864, 2a. ed. 1867),  y “Cuestión de oportunidad” (1867).
En Montevideo, una calle del barrio Cordón lleva su nombre; la misma es famosa por la feria que se celebra todos los domingos.